# Texasville
Texasville és una pel·lícula estatunidenca dirigida per Peter Bogdanovich, estrenada l'any 1990. És la continuació de L'última projecció (1971). Ha estat doblada al català.

## Argument
El 1984, 33 anys després dels esdeveniments de L'última projecció, Duane Jackson és aleshores el ric cap d'empresa d'una companyia petroliera pròxima a la fallida. Les seves relacions amb la seva dona, Karla, i el seu fill, Dickie, són dolentes. Sonny Crawford té, pel que fa a ell, un comportament cada cop més erràtic i un equilibri mental fràgil. Després d'haver recorregut el món, Jacy Farrow torna a la ciutat i a la vida dels dos homes.

## Repartiment
- Jeff Bridges: Duane Jackson
- Timothy Bottoms: Sonny Crawford
- Cybill Shepherd: Jacy Farrow
- Cloris Leachman: Ruth Popper
- Randy Quaid: Lester Marlow
- Annie Potts: Karla Jackson
- William McNamara: Dickie Jackson
- Eileen Brennan: Genevieve Morgan

## Acollida
El film ha estat un fracàs al box-office, informant només 2.268.000 $ als Estats Units.
Recull un 55 % de critiques favorables, amb una nota mitjana de 5,4/10 sobre la base de 22 critiques, en el lloc Rotten Tomatoes.